# Francesco del Cossa

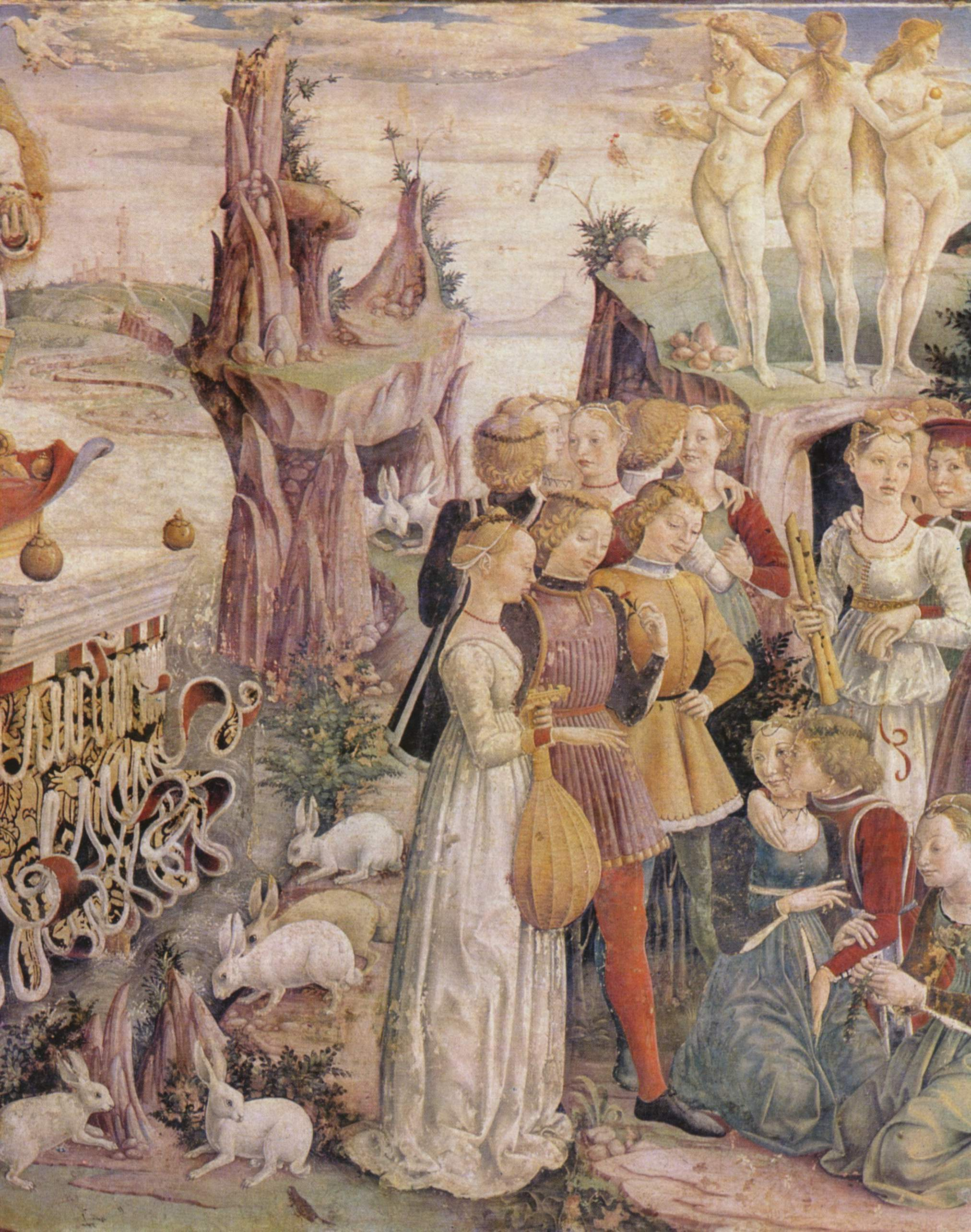
April, detail van de triomftocht van Venus (uit de Verheerlijking van Maart, April en Mei, 1469-1470)

Francesco del Cossa (circa 1430 of 1435 – 1477) was een Italiaanse schilder.
Hij wordt door kenners vaak gezien als een belangrijke vertegenwoordiger van de Ferrarese School. Verder gaat men ervan uit dat del Cossa samen met Ercole de Roberti de stichter van de Bolognese School is.
Over zijn jeugd en de eerste jaren als schilder is weinig bekend. Hij wordt pas genoemd als hij assistent is bij zijn eigen vader Cristofano del Cossa vanaf 1456. Over zijn geboortedatum bestaat veel verwarring. De meest genoemde zijn van rond 1430 en 1435, waarbij die laatste door kenners het vaak gebruikte geschatte geboortejaar is. Wel weet men dat hij rond zijn dertigste jaar gereisd heeft. Vaak wordt dat gezien als een belangrijke inspiratiebron voor zijn latere werk. Hij kreeg pas relatief laat faam als schilder. Het beroemdst is hij om zijn fresco's. Hij schilderde samen met onder anderen Cosimo Tura.
Werken van zijn hand zijn onder meer portretten van tijdgenoten, de fresco's voor de maanden maart, april en mei in het Palazzo Schifanoia van Ferrara, de Madonna Gekroond (te zien in Bologna), Madonna en Kind met Engelen en het altaarstuk dat het leven van St. Vincent Ferrer weergeeft. Delen hiervan zijn te zien in de National Gallery in Londen en ook in het Vaticaan.
Del Cossa treedt op als een van de twee hoofdpersonen in Ali Smith's roman How to Be Both.